# Amoskeag (Feuerwehrmarke)

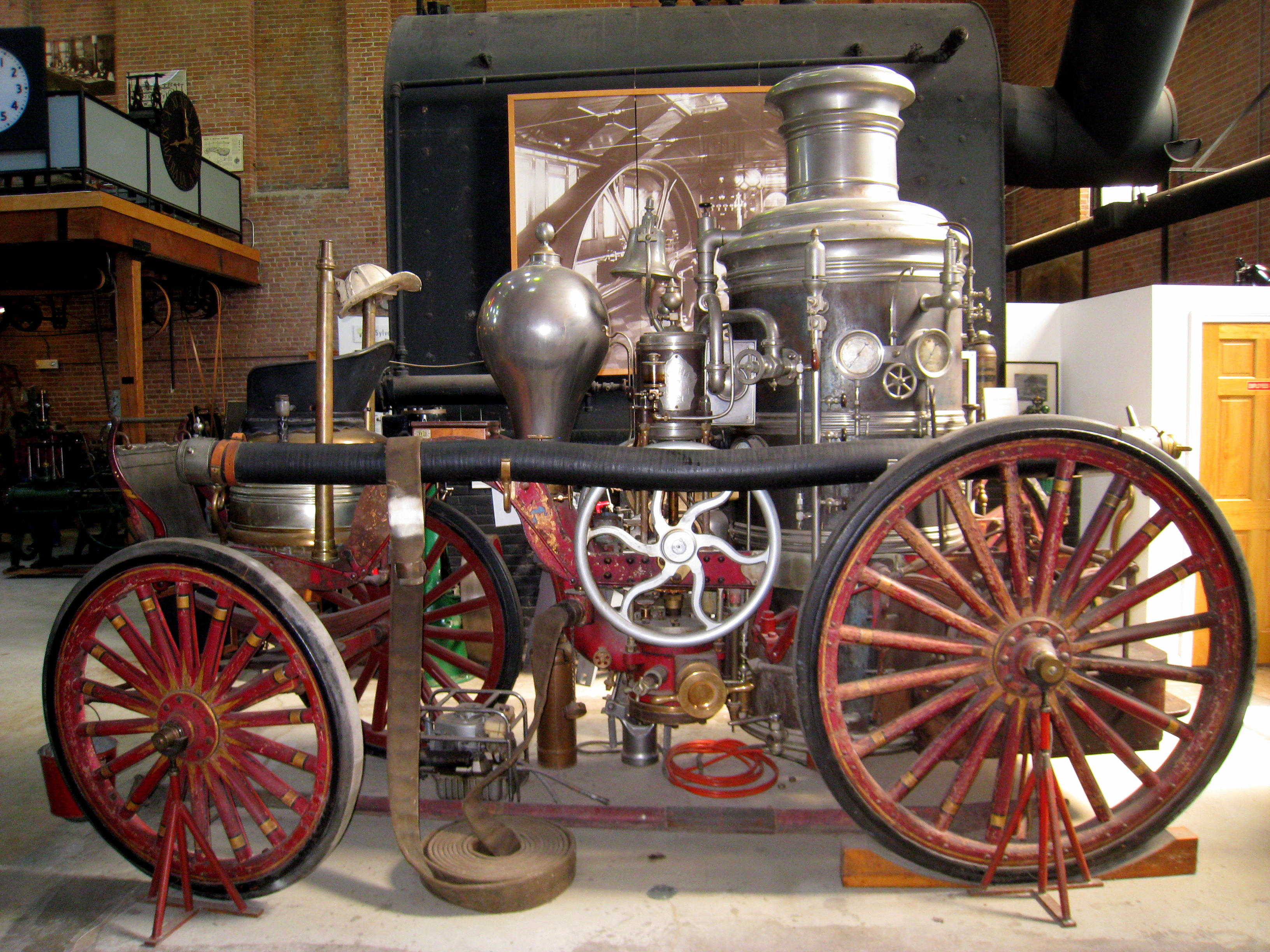
Löschfahrzeug, von Pferden gezogen

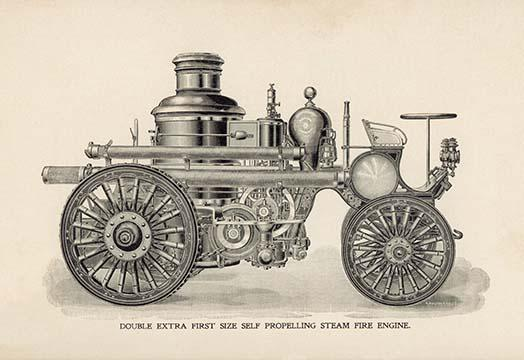
Feuerwehrfahrzeug mit eigenem Antrieb

Amoskeag war eine Marke für Feuerwehrfahrzeuge aus den USA. Sie gilt als Pionier von Dampffeuerspritzen mit und ohne Eigenantrieb.  1867 stellte das Unternehmen das erste selbstfahrende Brandbekämpfungsfahrzeug in den USA her.

## Umfeld und Muttergesellschaften
Der Name Amoskeag oder Amoskeay ist abgeleitet von Namoskeag, was in der Sprache der Penacook „guter Platz zum Fischen“ bedeutet und sowohl einen Stamm dieses Volkes wie auch dessen ehemaliges Hauptdorf am Merrimack River bezeichnet. An der Stelle des ehemaligen Dorfes wurde später die Stadt Manchester (New Hampshire) errichtet.
Die Amoskeag Steam Fire Engine Company wuchs eher nebenbei aus einer Lokomotivfabrik, die ihrerseits aus Gründen der Diversifizierung von einem weltweit tätigen Textilproduzenten gegründet worden  war.

### Amoskeag Manufacturing Company
Die Amoskeag Cotton & Woolen Manufacturing Company oder, kurz Amoskeag Manufacturing Company wurde 1810 bei Derryfield im heutigen Hillsborough County (New Hampshire) eingerichtet zur Herstellung von Baumwolltextilien. Nach einem schwierigen Start mit mehreren Besitzerwechseln wurde das Unternehmen im Juli 1831 mit einem damals riesigen Kapitaleinsatz von 1 Million US-Dollar neu aufgestellt. Zur Vergrößerung der Fabrikanlagen wurden 62 km² Land am Merrimack River erworben. Gemeinsam mit der neuen Fabrik entstand hier ab 1835 die Stadt Manchester (New Hampshire); Derryfield ist heute einer ihrer Stadtteile. In der Mitte des 19. Jahrhunderts stieg die Amoskeag Manufacturing Company zum Weltmarktführer auf und die Anlagen in Manchester bildeten die weltweit größte Fabrik ihrer Art. Das Unternehmen wurde von Boston aus geleitet; die Führung vor Ort oblag einem "Agenten" genannten Geschäftsführer mit weitreichenden Vollmachten. Im Juli 1858 übernahm Ezekiel A. Straw diese Aufgabe. Er überwachte insbesondere Produktion und Finanzen und baute die Wasserversorgung des Werks auf, die eng mit der Stadt zusammenhing. 1871 wurde er Präsident des Unternehmens. Von 1872 bis 1874 war er Gouverneur von New Hampshire. 

### Amoskeag Locomotive Works
Ezekiel Straw, selber ein Ingenieur, versuchte sein Unternehmen in neuen Märkten wachsen zu lassen und setzte dabei bevorzugt auf technische Innovationen. Vor diesem Hintergrund entstanden 1848 aus der firmeneigenen Maschinenwerkstatt die Amoskeag Locomotive Works, die 1849 die erste Lokomotive auslieferte. Das Unternehmen experimentierte auch mit Fahrzeugen zur Brandbekämpfung und leistete Pionierarbeit beim Bau von dampfbetriebenen Pumpen.

### Manchester Locomotive Works
Die Manchester Locomotive Works wurden 1855 oder kurz davor in Manchester, New Hampshire gegründet. Die erste Lokomotive dieses Herstellers wurde im März 1855 an die Chicago, Burlington and Quincy Railroad ausgeliefert. 1858 oder 1859 übernahmen sie die Amoskeag Locomotive Works. Die Abteilung für die Produktion von Feuerwehrgerät war nicht Gegenstand dieser Transaktion. Sie wurde als Amoskeag Steam Fire Engine Company organisiert, scheint aber vom gleichen Management geleitet worden zu sein, das auch das Mutterhaus und weitere Tochtergesellschaften führte. 

## Kraftfahrzeuge
Angeboten wurden Feuerlöschgeräte, häufig durch Dampfmaschinen angetrieben. Sie wurden auf Fahrzeugen montiert, die häufig von Pferden gezogen wurden. Zwischen 1867 und 1906 entstanden auch 22 Fahrzeuge, die einen Dampfmotor als Antrieb hatten. Es waren Zweizylindermotoren. Die Zylinder hatten 9,5 Einheit Bohrung und 8 Zoll Hub. Umgerechnet sind das 241,3 mm und 203,2 mm. Anfangs erfolgte der Antrieb über eine Kette, später über zwei Ketten zur Hinterachse.
Abnehmer fanden sich in Boston, Detroit, Hartford und New York.